# Université catholique Fu-Jen
L'université catholique Fu-Jen (FJU ; en chinois simplifié : 辅仁大学 ; chinois traditionnel : 輔仁大學 ; pinyin : Tiānzhǔ fǔrén dàxué) est implantée à Hsinchuang à Nouveau Taipei, à Taïwan. Fondée en 1925 à Pékin par des bénédictins américains, elle renaît en 1961 à Taiwan et est gérée conjointement par la conférence épiscopale catholique de Taiwan, la Compagnie de Jésus et la Société du Verbe Divin.
Fu Jen est la plus ancienne université catholique et affiliée aux jésuites dans le monde de langue chinoise, sous l'autorité directe de la Congrégation pour l'éducation catholique du Saint-Siège,,. C'est aussi un acteur non étatique de la diplomatie parallèle dans les relations entre le Saint-Siège et Taiwan,,.

## Histoire

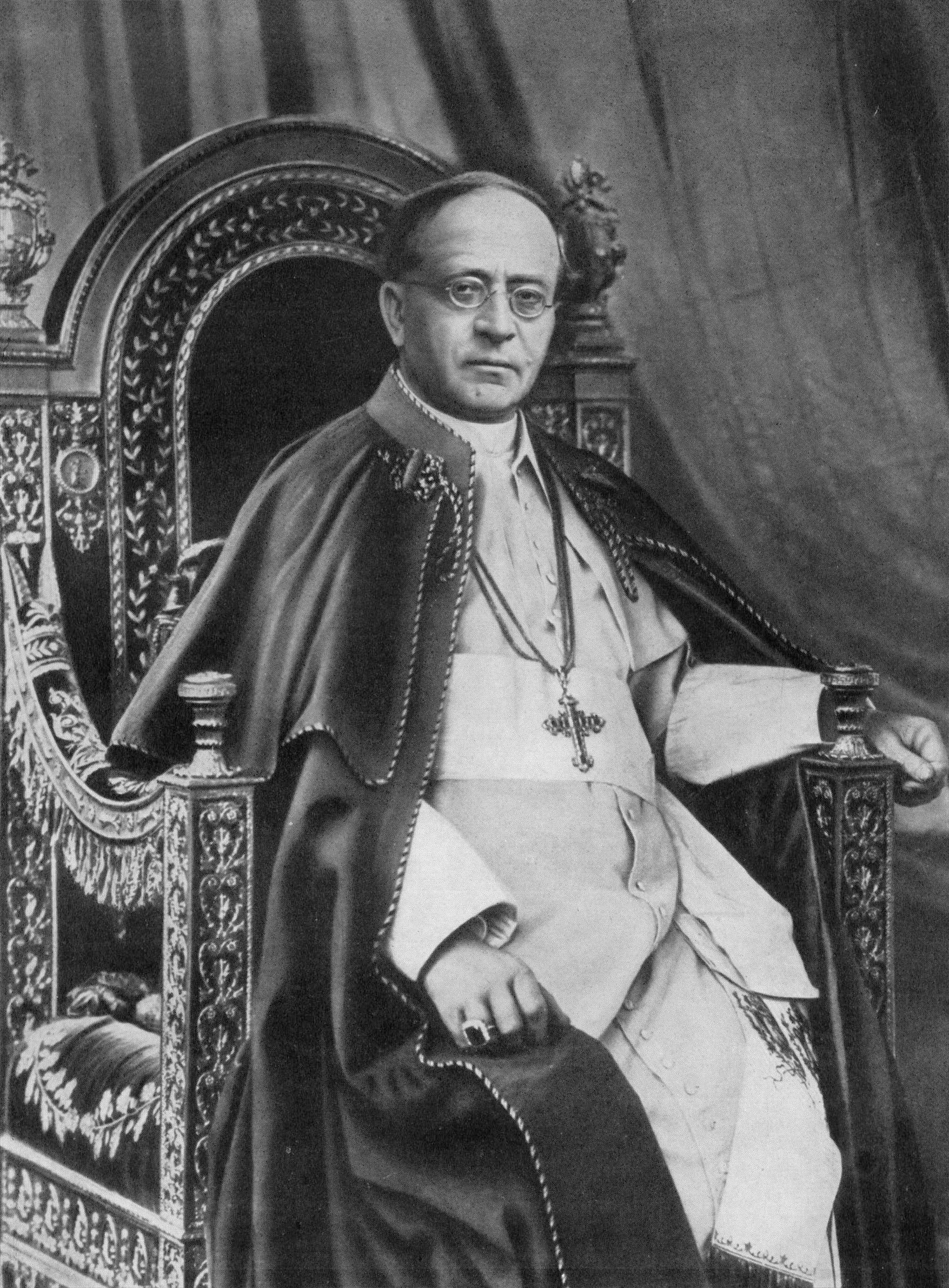
Le pape Pie XI a financé 100000 £ pour soutenir la fondation de l'université.

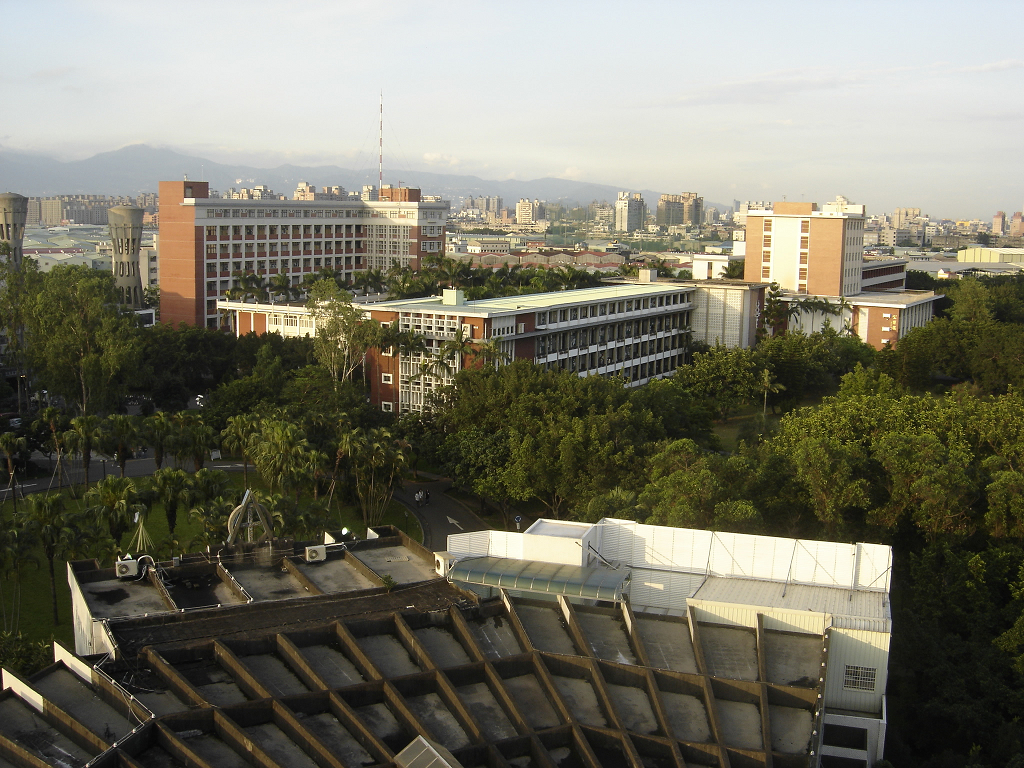
Nord-est du campus.

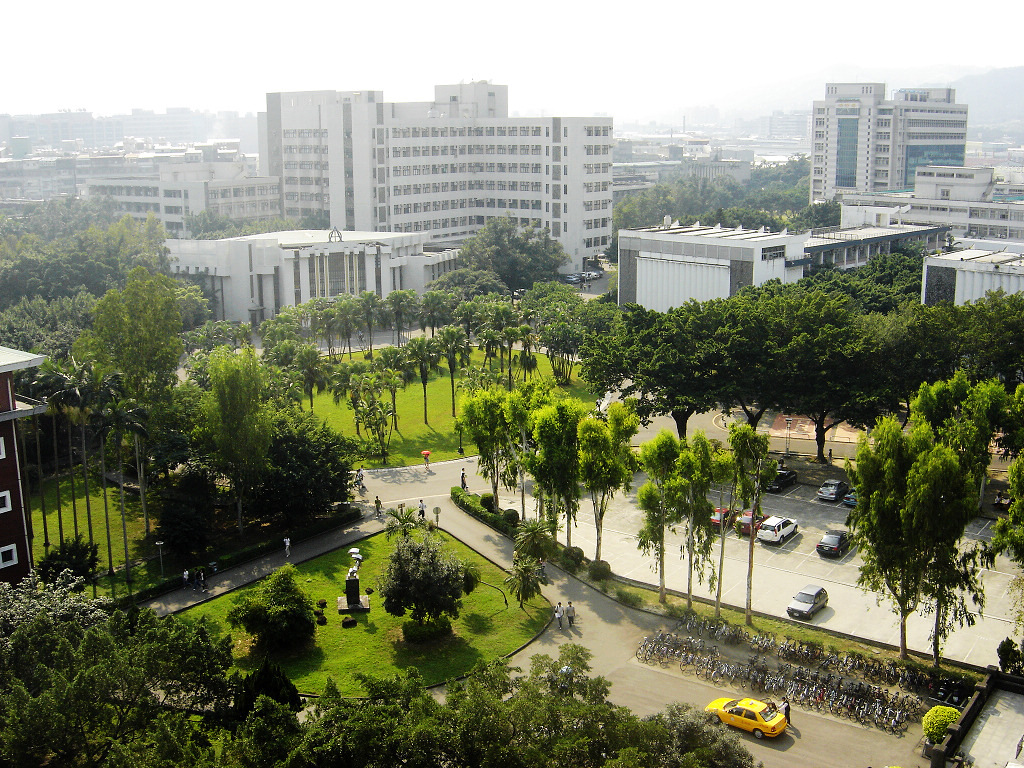
Centre du campus.

À la demande du Saint-Siège, les bénédictins de l’abbaye Saint-Vincent de Latrobe (Pennsylvanie, États-Unis) fondent une faculté unique en 1925, à Pékin, appelé 'Académie Fu-Jen'. Le nom de « Fu Jen » (maintenir/encourager la bienveillance) est inspiré des Analectes, le célèbre classique chinois de Confucius, où l'on lit :  « Un gentilhomme se fait des amis grâce à l'éducation et à la culture et ensemble ils encouragent la bienveillance envers autrui » (君子以文會友，以友輔仁 junzi yi wen hui you, yi you fu ren). En 1929, le ministère de l'éducation de la république de Chine reconnaît officiellement Fu-Jen comme université. Le premier président en est le bénédictin américain Barry O'Toole (de 1925 à 1927). Un protestant chinois, Chen Yuan, lui succède et restera à la tête de Fu-Jen jusqu'en 1952.
En 1933, l'administration de l'université passe aux mains des pères Verbistes allemands, les bénédictins américains, gravement touchés par la crise financière de leur pays, ne pouvant plus y subvenir. Lorsque les communistes prennent le pouvoir en Chine (1949) les institutions catholiques sont supprimées ou intégrées de force dans le réseau national d'éducation. Ainsi, en 1952, Fu-Jen est absorbée par l'université normale de Pékin.
À partir de 1959, la Conférence épiscopale régionale chinoise, la Compagnie de Jésus et la Société du Verbe Divin collaborent pour rétablir l’université Fu-Jen à Taïwan. Le projet aboutit : en 1960, l’autorisation de restaurer Fu-Jen à Taïwan est accordée par le ministère de l’éducation et bientôt, en 1961, son institut de philosophie ouvre ses portes. En 1963, d’autres facultés sont rouvertes : arts, sciences, génie civil et droit.
Entre 2011 et 2015, le siège du Secrétariat international de la Mobilité universitaire en Asie-Pacifique (UMAP) a déménagé à l'Université catholique Fu-Jen à Taïwan, et maintenant le Secrétariat national de l'UMAP de Taiwan reste à Fu Jen.
L’université catholique de Fu-Jen a une histoire de plus de 95 ans. Et ainsi, soixante ans après son rétablissement à Taïwan, on compte plus de 220 000 diplômés de Fu-Jen. Ils ont grandement contribué au développement de la nation, dans tous les domaines.

### Impacter
S'appuyant sur l'autorité du Vatican et de la Société du Verbe divin, Fu-Jen, alors connue sous le nom d'université catholique de Pékin, était la seule université de Pékin qui n'a pas été reprise et contrôlée par l'empire du Japon au cours de la deuxième guerre sino-japonaise (1937-1945). Pendant la période de terreur blanche de la guerre froide, Fu-Jen a réussi à empêcher le régime du Kuomintang de s'ingérer dans les affaires scolaires et à protéger la liberté d'expression des étudiants sous la sérieuse préoccupation du Secrétairerie d'État.
L'université catholique Fu-Jen appartient à la Fédération internationale des universités catholiques (FIUC) sous l'égide de l'Organisation des Nations Unies pour l'éducation, la science et la culture (UNESCO). Après l'entrée en vigueur de la Résolution 2758 en 1971, Fu-Jen est la seule université de Taïwan à participer de manière continue à l'UNESCO depuis longtemps. Dans les relations entre le Saint-Siège et Taïwan, l'université a promu à plusieurs reprises des échanges substantiels entre les deux pays. Tous les ambassadeurs traditionnels de Taïwan auprès du Saint-Siège recevront un doctorat honorifique de Fu Jen après avoir quitté leurs fonctions. Tous les nonces apostoliques à Taïwan (en) participeront également à la cérémonie annuelle d'ouverture de l'université.
La nomination et la révocation du poste de président de l'université Fu-Jen font l'objet d'une enquête du secrétaire d'État du Saint-Siège et ont été comparées à la composition des Nations unies de la république de Chine (Taïwan). La question de la réorganisation interne de Fu-Jen a également largement affecté l'intervention du ministère de l'Éducation des deux pays et du nonce apostolique à Taïwan.
Le président ou le recteur de l'université a toujours accompagné le président de Taïwan lors de ses visites au Saint-Siège. En 2005, sous l'intervention de Fu-Jen, le siège du président taïwanais a été placé au premier rang des chefs d'État, devant le vice-président américain Dick Cheney et la chancelière allemande Angela Merkel. En 2013, l'université a en outre désigné les produits de l'entreprise Franz Collection des anciens élèves de Fu-Jen comme cadeau national officiel, qui ont été présentés respectivement au pape François et au pape émérite Benoît XVI.

## Projet
La philosophie éducative de l'université catholique Fu-Jen s'appuie sur une communauté universitaire d'étudiants et d'enseignants étroitement associés dans la stimulation de la croissance de la personne entière, sur la base de la vérité, de la bonté, de la beauté et de la sainteté. Le campus de Fu-Jen (y compris l'hôpital attenant) mesure 40 millions de mètres carrés, la taille est proche du campus de la Cité du Vatican et de l'université d'Osaka Toyonaka,,.
À Taïwan, FJU est renommée[réf. nécessaire] pour son enseignement de la théologie (faculté dirigée par les Jésuites) et de la philosophie, ainsi que pour des programmes de gestion accrédités par l'AACSB (2005).
En 2006, Fu-Jen est classée 417 au Classement académique des universités mondiales, selon le Times Higher Education Supplement (THES).
En 2020, Son programme de master mixte transnational "MGEM" a été classé 19e mondial par Financial Times.
En 2020, l'université a été classée dans le top 300 par le Times Higher Education Impact Ranking, le top 100 en théologie et le top 500 en sciences humaines et en médecine par Classement mondial des universités QS.

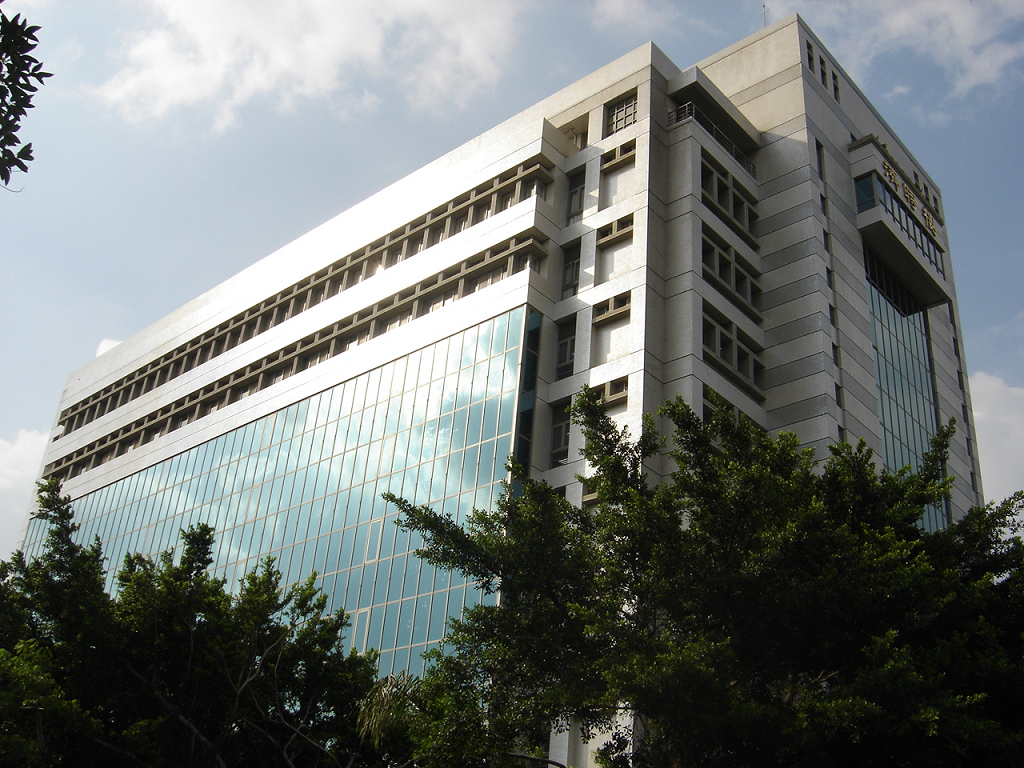
Bibliothèque Fahy.
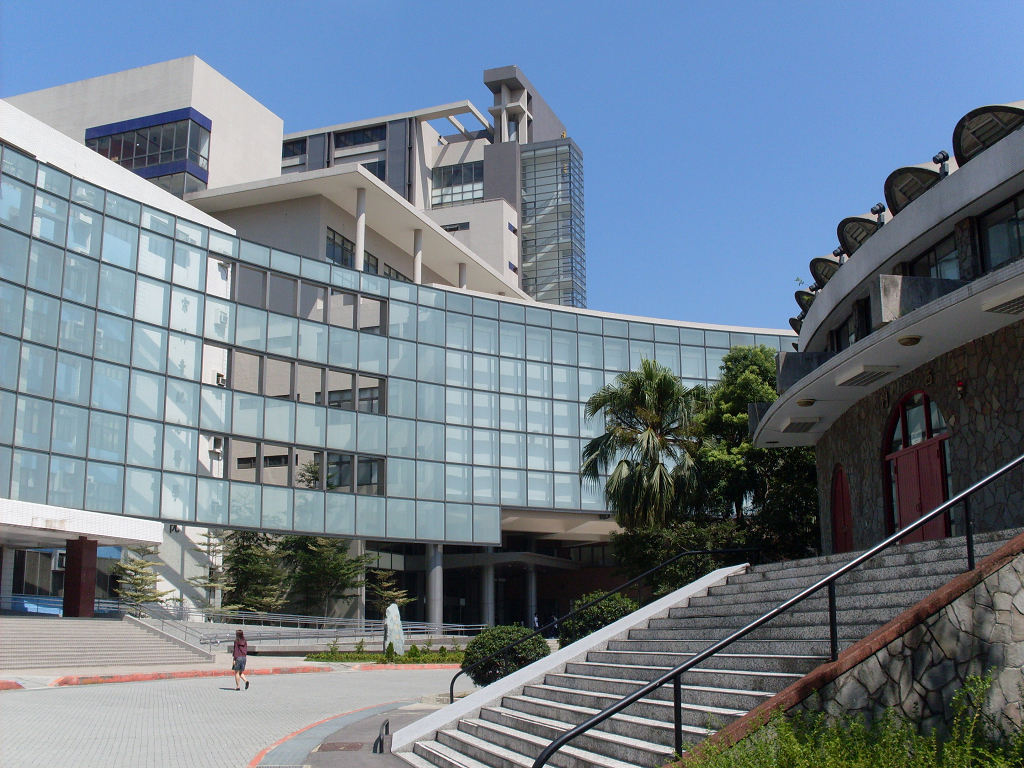
Bibliothèque Cardinal Paul Shan.
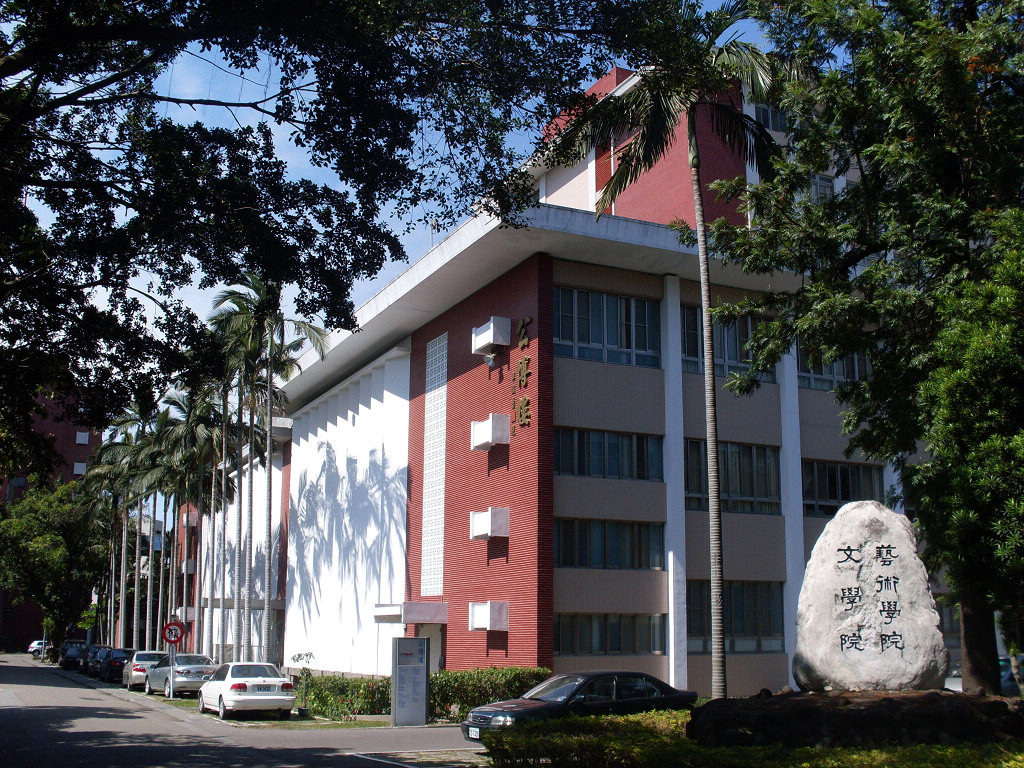
Bibliothèque Kungpo.
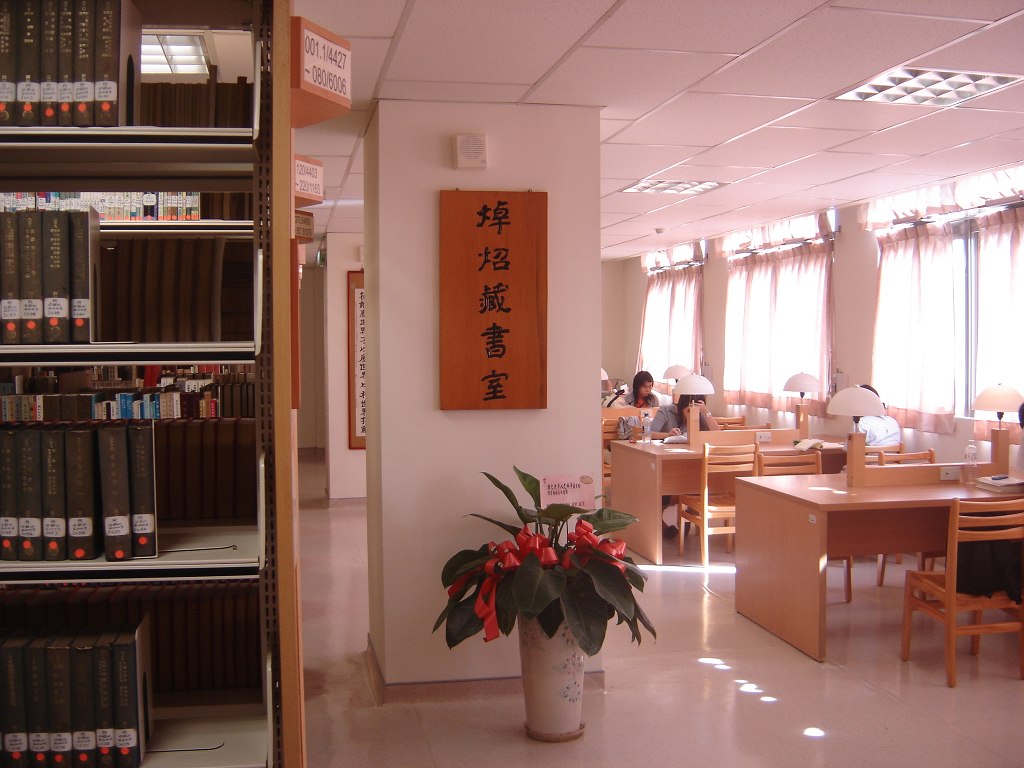
Bibliothèque Kungpo.
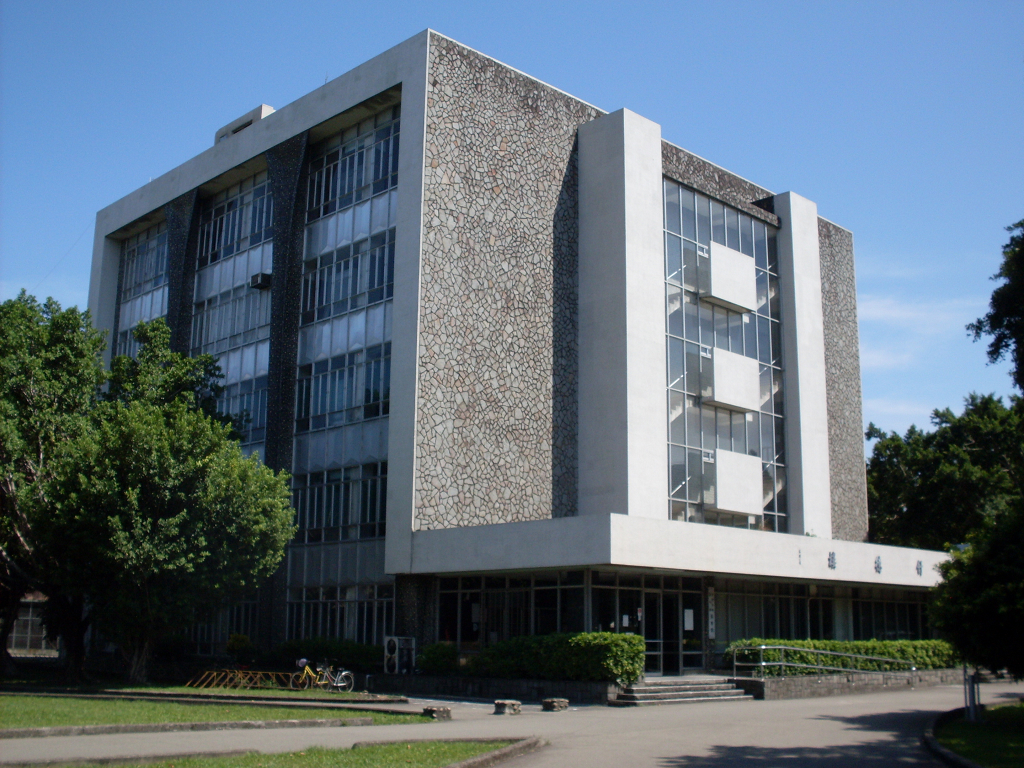
Bibliothèque Schutte.
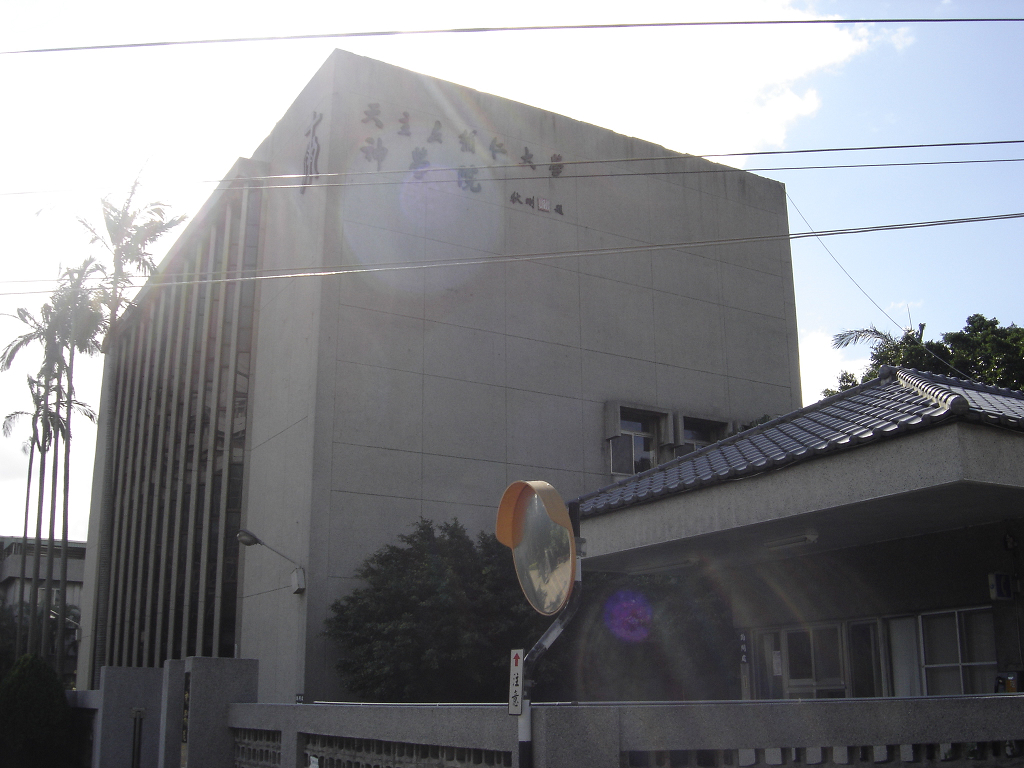
Bibliothèque de théologie.

## Collèges
- Arts libéraux
- Lettres
- Communication
- Éducation
- Médecine
- Sciences et en génie
- Langues étrangères
- Écologie humaine
- Mode & Textiles
- Droit
- Sciences sociales
- Gestion

## Personnalités liées à l'université

### Étudiants
Les anciens élèves de Fu-Jen (輔 大人) sont près de 200 000, ils travaillent dans divers domaines. Les anciens travaillant dans les domaines politiques comprennent au moins 25 membres du Congrès du Yuan législatif, 3 juges taïwanais de la Cour constitutionnelle, 3 Premier / Vice-Premier ministre taïwanais, 2 ministre / vice-ministre taïwanais de la Défense nationale, un grand nombre de diplomates, maires et magistrats taïwanais et l'ancienne Première dame chinoise Wang Guangmei.
Les anciens élèves notables du domaine scientifique sont Wei-min Hao, climatologue et contributeur au GIEC (a partagé le prix Nobel de la paix 2007), le professeur de Harvard Lee-Jen Wei, le physicien notable Lee C. Teng. En outre, il y a aussi des anciens qui travaillent à Yale, Stanford, Columbia, Georgetown et Northwestern. Jusqu'à présent, de nombreux universitaires et présidents d'université tels que Liu Da de Tsinghua sont diplômés de l'université.

Anciens élèves notables de l'Université catholique Fu Jen
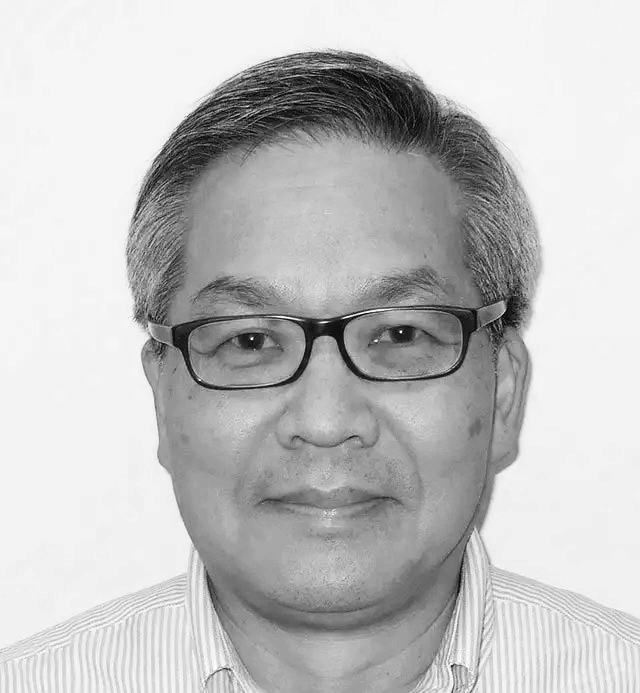
Le professeur à l'université Harvard Lee-Jen Wei (en)).
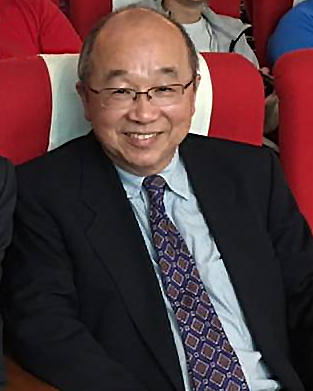
Wei-min Hao (en), co-auteur du GIEC.
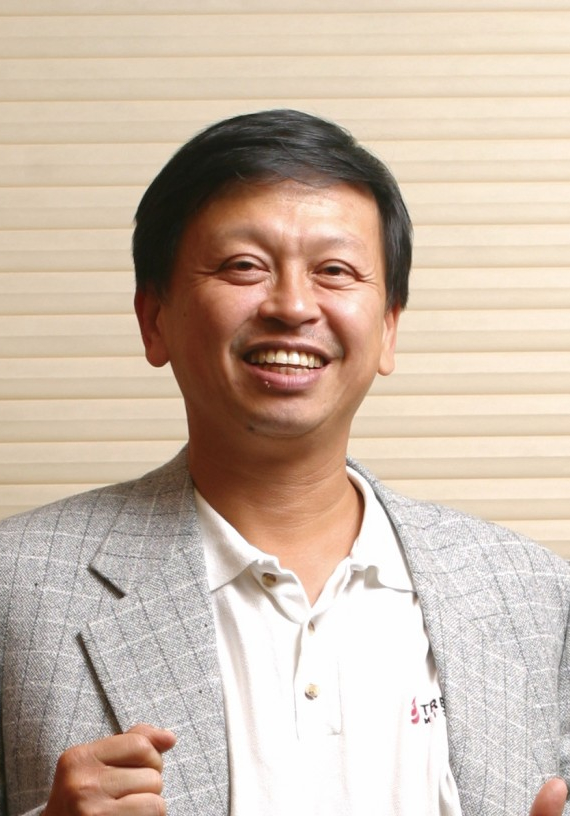
Le cofondateur et ancien PDG de Trend Micro Steve Chang (en).
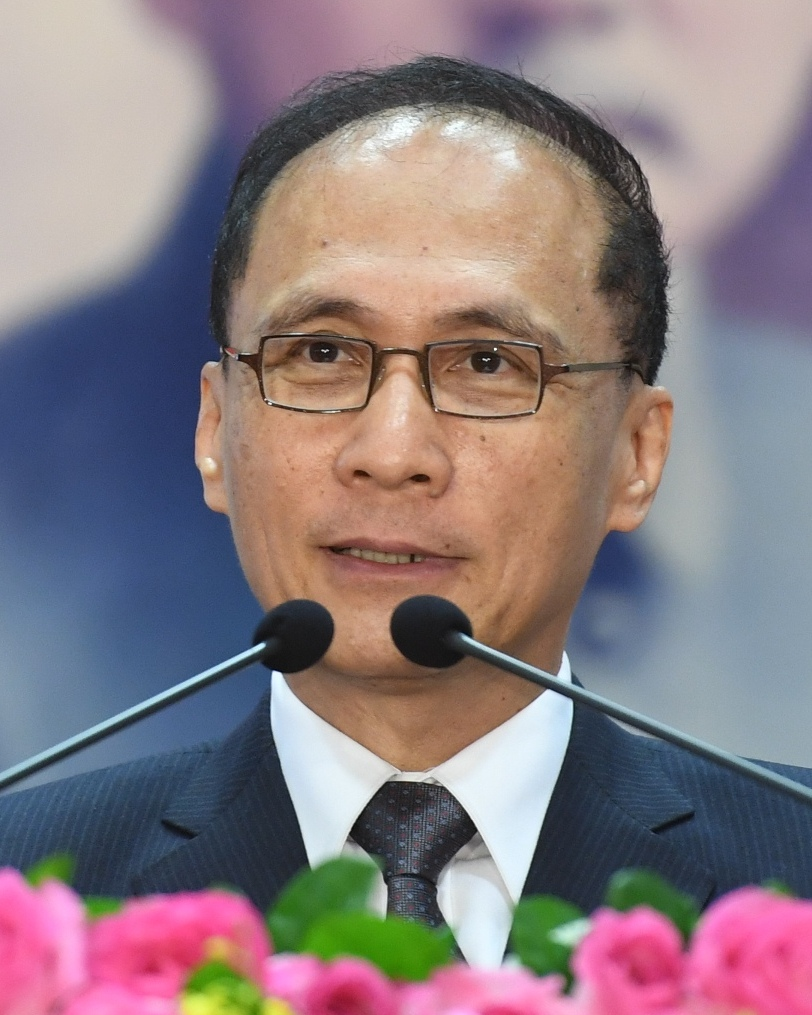
L'économiste et Premier ministre Lin Chuan.
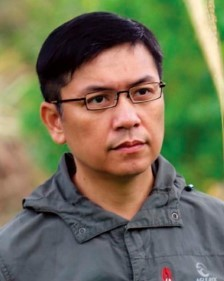
Nomination pour le Prix international Booker, Wu Ming-yi
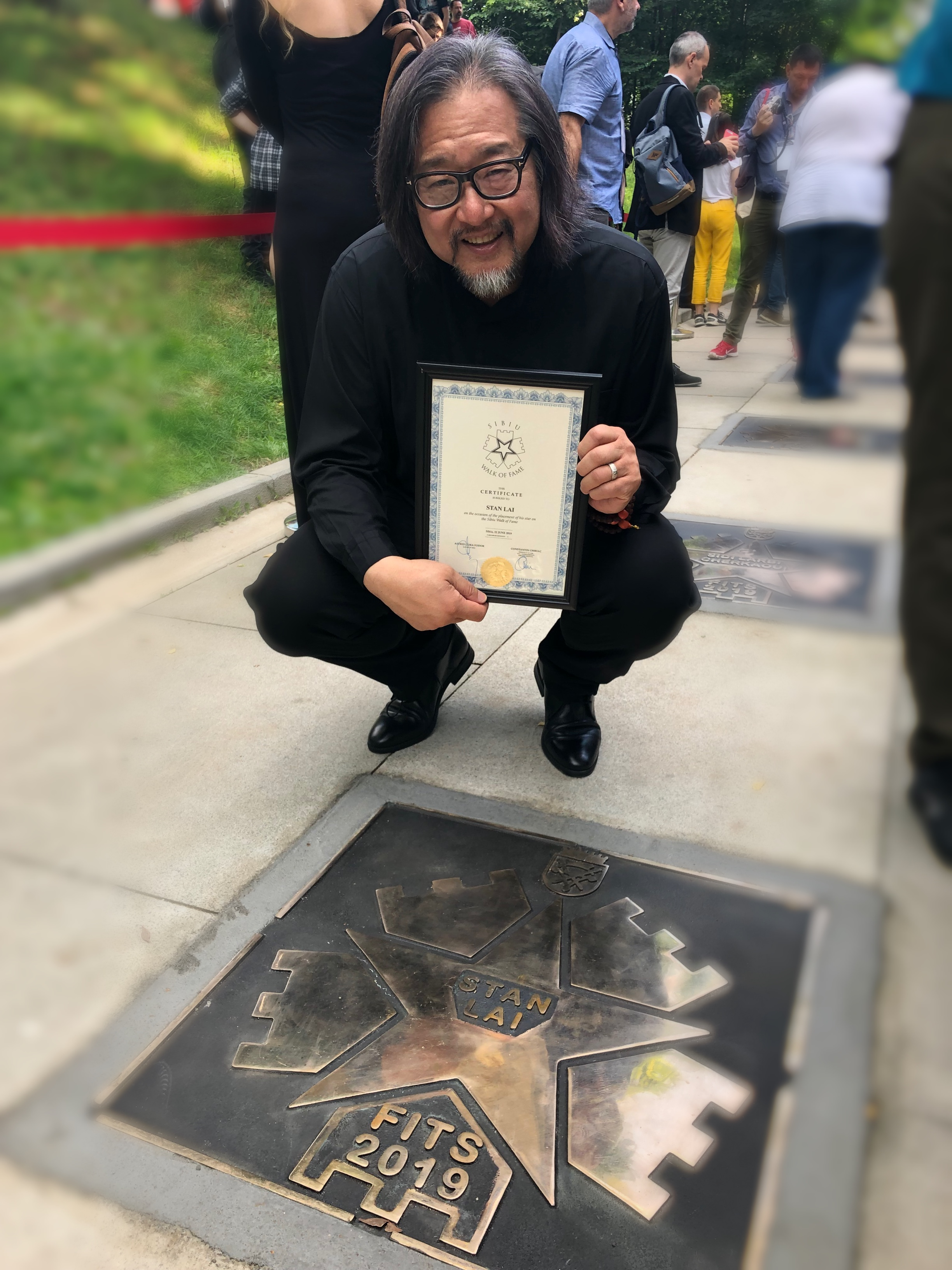
Le dramaturge et metteur en scène remarquable Stan Lai (en).
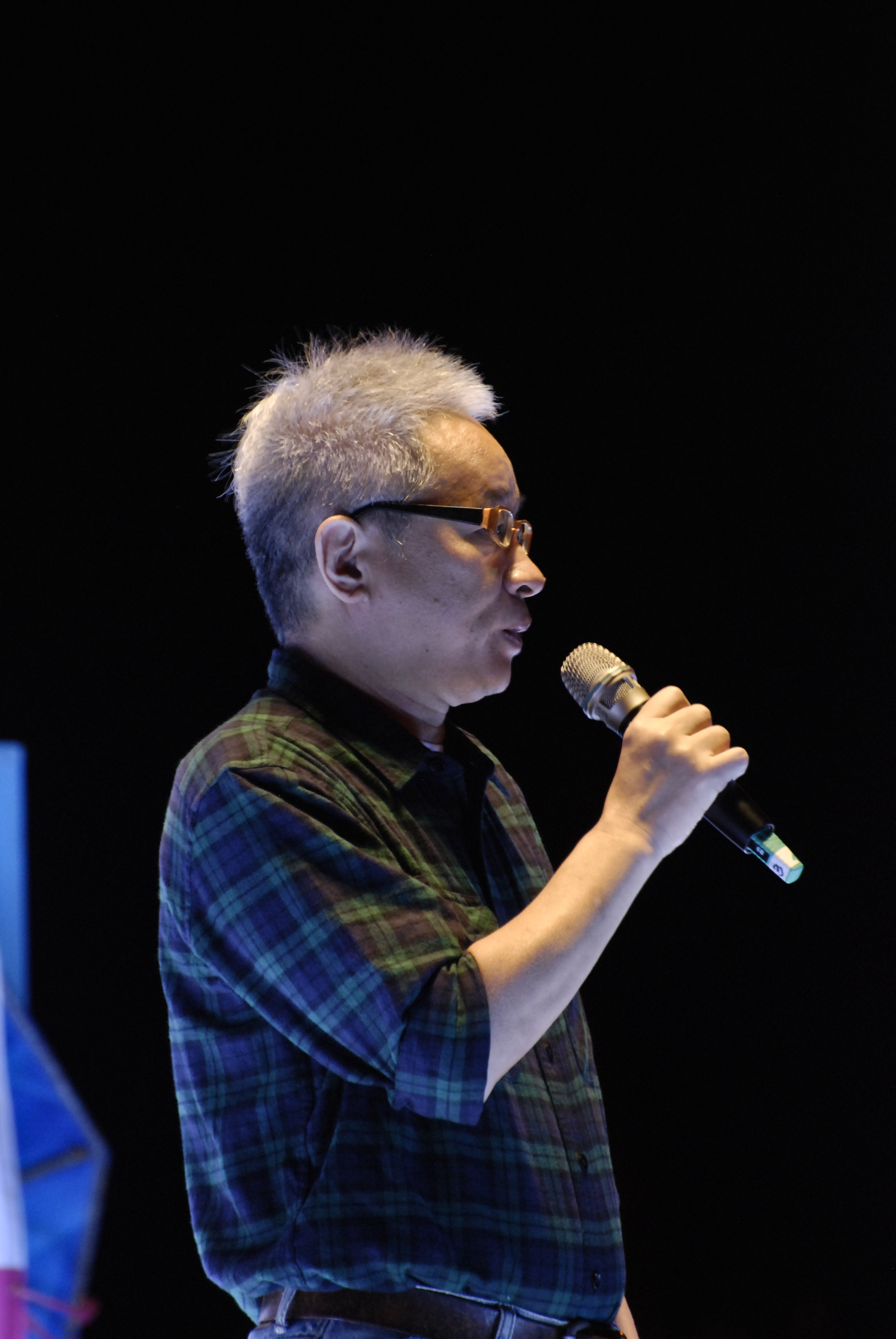
Le scénariste et lauréat du Golden Horse Award Neil Peng (en).
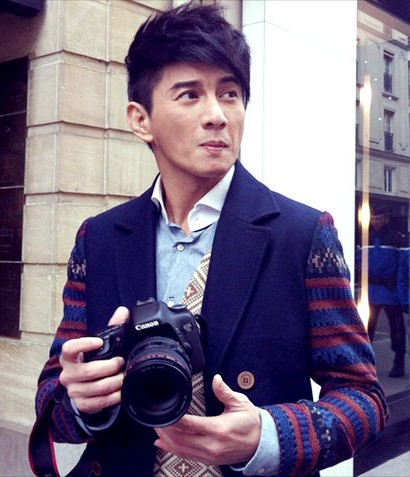
Le chanteur et acteur Nicky Wu (en)).
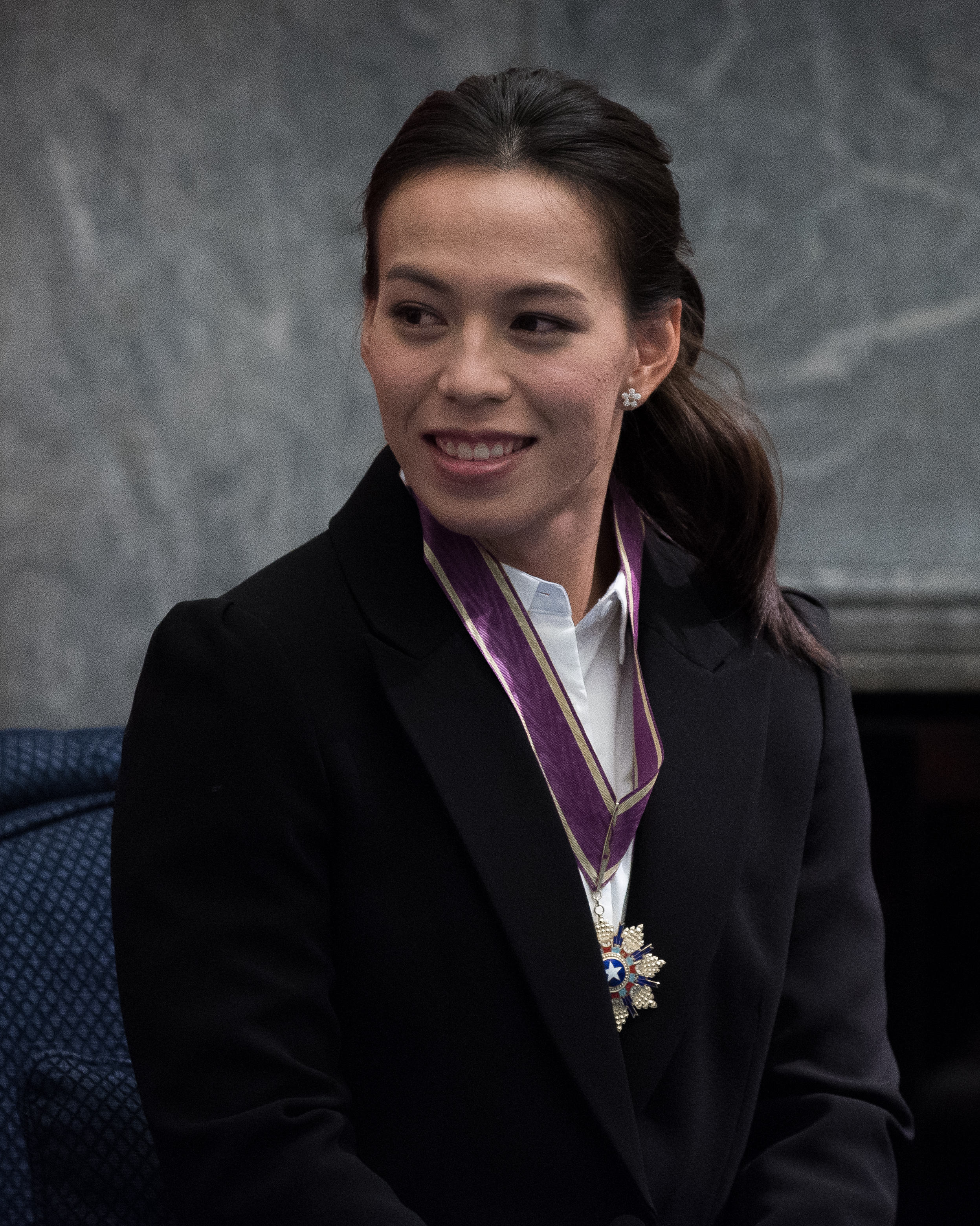
L'haltérophile olympique Kuo Hsing-chun.

- Wang Guangmei : la femme de Liu Shaoqi, l'un des dirigeants du Parti communiste chinois et de la république populaire de Chine.
- Wu Ming-yi: un écrivain et artiste taïwanais.
- Cherry Boom : (樱桃帮, yīngtáo bāng), groupe de Mandopop